# ميريك جيمس-لويس
ميريك جيمس-لويس (بالإنجليزية: Merrick James-Lewis)‏ هو لاعب كرة قدم بريطاني في مركز الوسط، ولد في 21 مايو 1992 في لامبث ‏ في المملكة المتحدة. لعب مع إبسفليت يونايتد وكولتشستر يونايتد ونادي ساوثيند يونايتد ونادي فارنبوروه ونادي فولهام وهيبريدج سويفتس.

## وصلات خارجية
- ميريك جيمس-لويس على موقع قاعدة بيانات كرة القدم.إي يو (الإنجليزية)
- ميريك جيمس-لويس على موقع Soccerbase.com (لاعب) (الإنجليزية)